# 石碇姑娘廟
25°01′00″N 121°41′53″E / 25.016552°N 121.698121°E
石碇姑娘廟，是位於臺灣新北市石碇區永定溪旁的姑娘廟，主祀魏扁仙姑，為臺灣向廟宇神明求借「發財金」習俗之起源。該廟鄰近尚有聖興宮、石碇五路財神廟、石碇元寶山仙石府、雲台山大羅金仙府等廟宇，形成一宗教園區。

## 歷史
依據該廟於1993年的立碑，日治時期有位名叫曾桂的人，於購買現今廟址土地後無故發生腳疾，後經求神問卜得知在清治時期當地有位名為魏扁的女子，未出嫁即去世，因無人祭拜，望曾桂能為她撿骨。曾桂在1918年為她建廟後，腳疾便不藥而癒，後來多有香客前來求拜。1951、1969年該廟曾翻修。

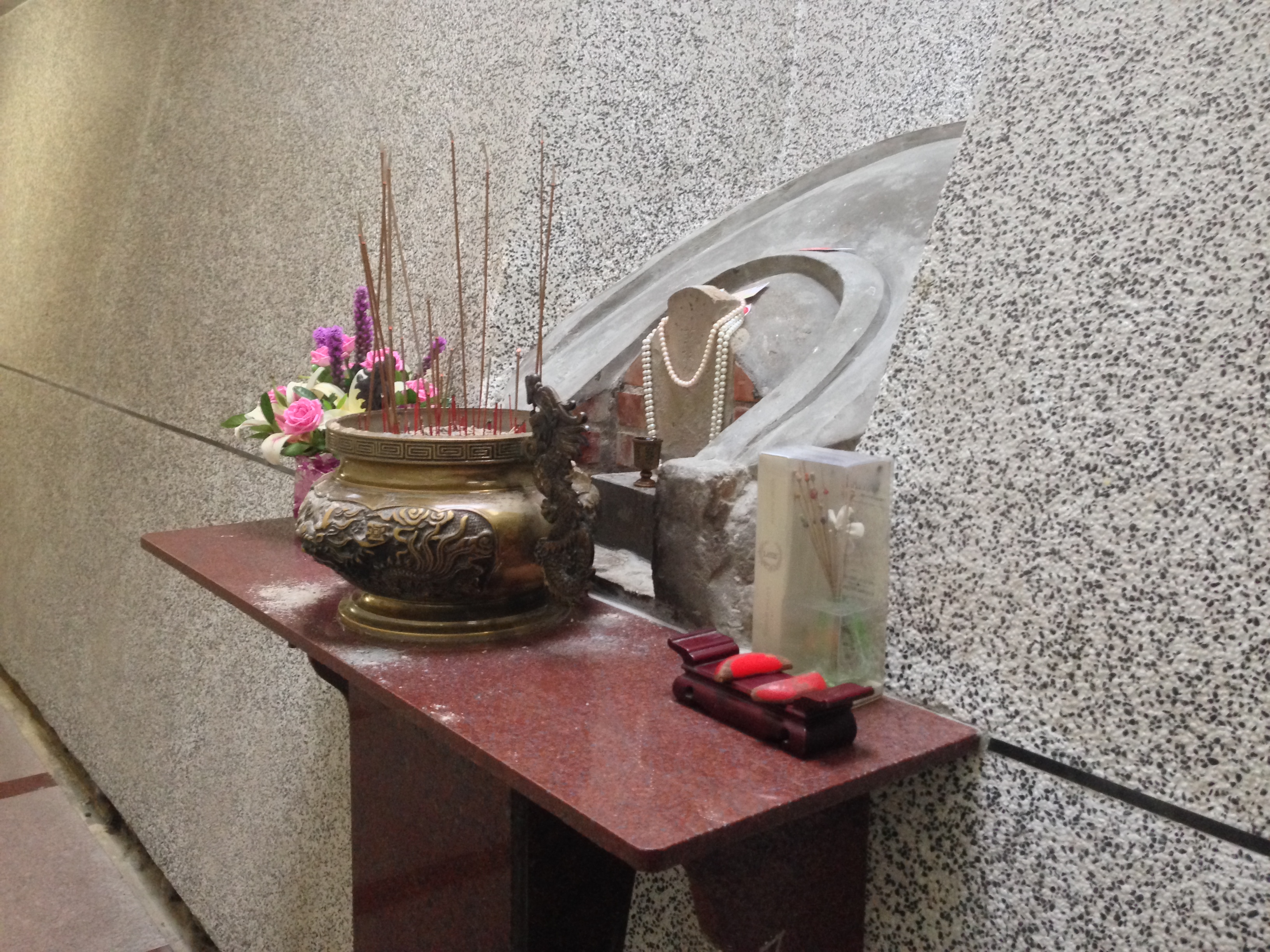
魏扁姑娘墓

## 祭祀

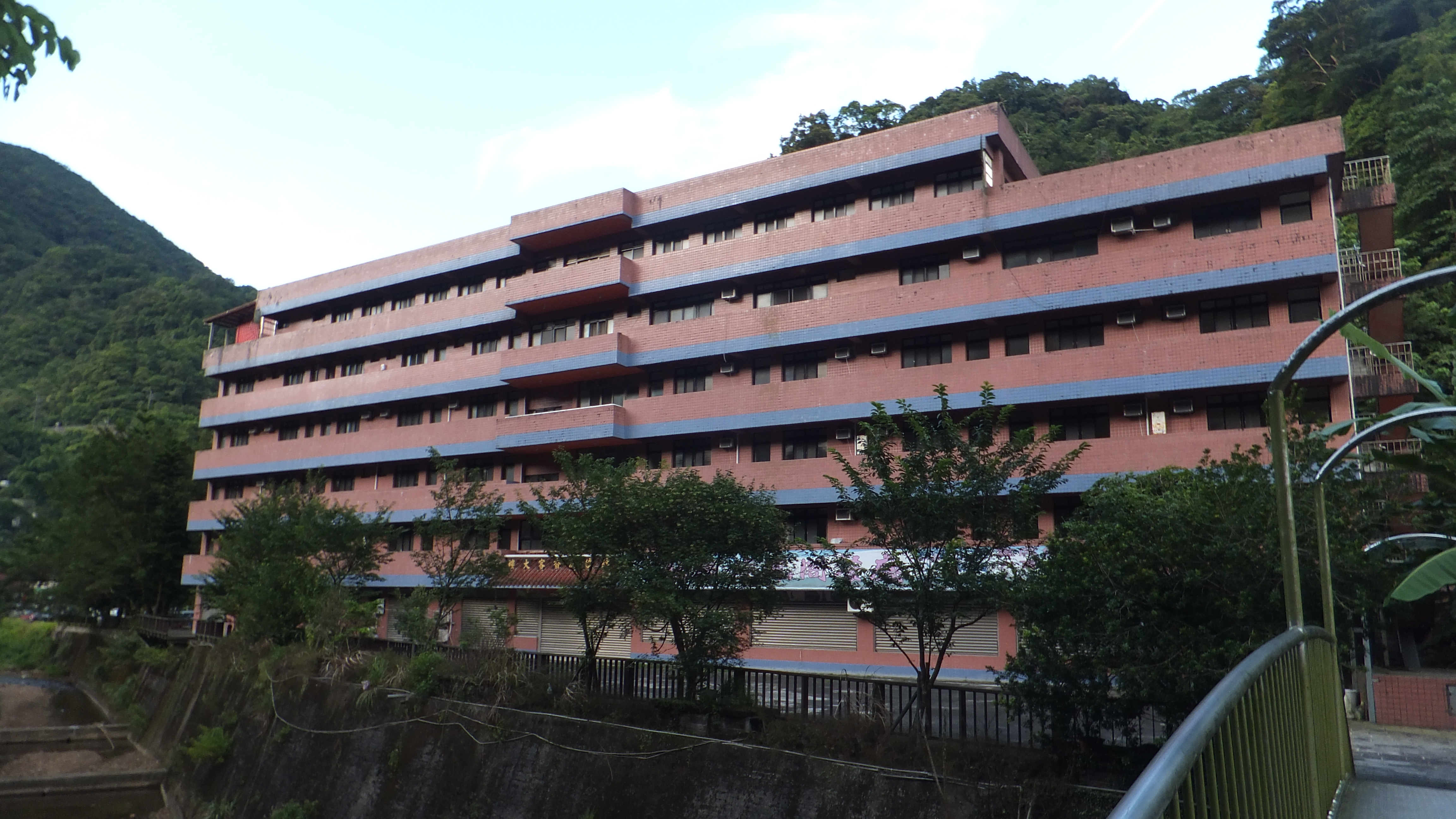
石碇姑娘廟香客大樓

依民間習俗，早夭、未出嫁之去世女性無法入祀宗祠，僅能於姑娘廟立牌位祭拜，該廟便提供此服務。據一位不願具名姑娘的親屬表示，其安奉過程需先徵詢廟主神魏扁仙姑，得到同意後由家屬擇日擇時辰，準備三牲、六到十二種菜碗、菜飯、湯圓、水果等祭拜物品，將寫有姑娘姓名、出生及過世年月日的紅紙貼於一個裝滿沙的鐵罐上（代表香爐），罐內插三枝線香，再放在外綁紅布的竹籃送到此廟。路途中需呼請姑娘、不能停止燒香，上下車時則以黑傘遮蔽，並介紹沿途風景。到廟裡時廟方會提供神主牌寫上姑娘姓名，經道士誦經引魂後完成儀式，家人離開時不能與人打招呼。
也由於祭祀的對象都是未婚女性，香客多以胭脂水粉、耳環、髮夾等作供品，並陳列於服務處前桌櫃，信众可随缘取用或购买，以穿著、佩戴保平安。
約於戰後時期初期，信徒形成以銅錢祭拜神明後、再向神明求借以獲得吉祥平安的習俗，日後發展為「借發財金」的行為。2004年記者報導時，欲借發財金的信眾需向廟祝登記，一次只能借新臺幣20元，信眾於取得後需將錢放入紅包中、置於供桌上，向神明祈禱並說明如何還願，借回去的錢也只能存進銀行帳戶。據說由於該廟靈驗，信眾還錢金額經常多於借錢，使廟方越借越有錢，也有信眾以雕刻神像的方式還願，使廟內有多尊仙姑神像。
1999年台灣開辦樂透彩後，亦有信徒前來求取靈感。
傳說由於魏扁仙姑為人嚴肅，故祭拜者須保持虔敬才能應驗。

## 建築概況
廟建築為上层为庙、下层为廟祝起居所。梁柱悬有1972年前台北縣長蘇清波贈送之「姑則無偶千古永留貞節操，廟卻有跡萬年香煙誌馨芳」对联，横额为「姑靈顯赫鼎盛斯廟」之石匾。庙内有陈列各种善書的阅览室，服务处前方則设有桌柜，陈列各种由信徒所敬奉之妇女用品。

## 外部連結
- 石碇姑娘廟 魏扁仙姑 臉書